# باتريك ماكغراث
باتريك ماكغراث (بالإنجليزية: Patrick McGrath)‏‏ (7 فبراير 1950 في لندن - ) كاتب، وروائي، وكاتب سيناريو من المملكة المتحدة.

## الجوائز
- زميل في الجمعية الملكية للأدب

## روابط خارجية
- باتريك ماكغراث على موقع IMDb (الإنجليزية)
- باتريك ماكغراث على موقع مونزينجر (الألمانية)
- باتريك ماكغراث على موقع ألو سيني (الفرنسية)
- باتريك ماكغراث على موقع أول موفي (الإنجليزية)
- باتريك ماكغراث على موقع قاعدة بيانات الأفلام السويدية (السويدية)
- باتريك ماكغراث على موقع قاعدة بيانات الفيلم (الإنجليزية)
- باتريك ماكغراث على موقع كينوبويسك (الروسية)